# Elisa Di Francisca
Elisa Di Francisca (n. 13 decembrie 1982, Jesi) este o scrimeră italiană specializată pe floretă.
Di Francisca a învățat scrimă la vârsta de opt ani cu maestro Ezio Triccoli, apoi cu fostul campion olimpic Stefano Cerioni. A fost laureată cu aur la Jocurile Olimpice de vară din 2012 de la Londra, la individual și pe echipe. A fost campioană mondială în 2010 la Paris și de trei ori campioană europeană (în 2011, 2013 și 2014). Cu echipa Italiei, a fost de șase ori campioană mondială și de șapte ori campioană europeană. A câștigat Cupa Mondială la floretă feminin în sezonul 2010–2011.

## Legături externe
- Prezentare Arhivat în 7 octombrie 2010, la Wayback Machine. la Confederația Europeană de Scrimă